# Бавр, Софи де
Софи де Бавр, урождённая Александрина-Софи Гури де Шангран (фр. Sophie de Bawr, Alexandrine-Sophie Goury de Champgrand; 8 октября 1773, Париж — 31 декабря 1860, там же) — французская писательница, драматург и композитор, хозяйка литературного салона.

## Биография и творчество
Александрина-Софи Гури де Шангран родилась в 1773 году в Париже. Её родителями были Шарль-Жан Гури, маркиз де Шангран, и оперная певица Мадлен-Виржини Виан. Крёстной матерью стала знаменитая оперная певица Софи Арну. Когда Софи было два года, её мать уехала в Россию. Воспитанием дочери занимался отец, который позаботился о том, чтобы она получила хорошее музыкальное образование. Софи училась композиции у Гретри, а вокалу у Гара, Эльвью и Буальдьё.
В годы Французской революции отец Софи попал в тюрьму по обвинению в антиреволюционной деятельности. Приблизительно в то же время Софи вышла замуж за Жюля де Рогана, который также был арестован, а в 1794 году казнён. Софи де Шангран, сохранившая девичью фамилию, осталась одна с ребёнком, который, однако, вскоре умер.
В 1801 году де Шангран вышла замуж во второй раз. Её мужем стал известный философ и социолог, граф Анри де Сен-Симон. Это был брак по договорённости: Софи, дочь старого приятеля Сен-Симона, не имела никаких средств к существованию, а Сен-Симону, желавшему организовать собственный салон, нужна была элегантная хозяйка. Свидетелями на свадьбе со стороны Софи были Гретри и драматург Александр Дюваль. Супруги поселились в квартире Сен-Симона на улице Вивьен и регулярно принимали у себя известных учёных и деятелей искусства, причём за привлечение последних была ответственна Софи. Однако Сен-Симону очень скоро наскучили приёмы, и, по его собственным словам, он решил избавиться одновременно и от квартиры, и от жены. Брак Софи продлился всего год, однако она получила разрешение носить фамилию Сен-Симон вплоть до повторного замужества.
После развода Софи пришлось самостоятельно зарабатывать на жизнь, и она начала писать «романсы», которые пользовались успехом и приносили некоторый доход. Однако ей хотелось написать оперу и, не найдя либреттиста, она решила самостоятельно создать как музыку, так и текст. В 1802 году Софи Сен-Симон написала оперу «Le petit mensonge», которая имела большой успех. За ней последовали множество театральных пьес, комедий и мелодрам, причём для последних Софи сама писала музыку. Её пьесы были весьма популярны: так, мелодрама «Les chevaliers du lion» выдержала 200 постановок.
Литературная карьера Софи временно прервалась, когда она вышла замуж в третий раз: за русского офицера, барона де Бавра. Однако и этот брак оказался недолгим: в 1810 году де Бавра насмерть раздавила гружённая камнями телега. Софи унаследовала его долги и, чтобы найти средства, вновь занялась сочинительством, под именем Софи де Бавр. Не все её пьесы были одинаково удачны и имели одинаковый успех, однако все без исключения были приняты к постановке на сценах ведущих театров Парижа. Большинство из них отличались живостью, лёгкостью и остроумием. Самым известным произведением де Бавр стала комедия «La Suite d’un bal masqué», ставившаяся на сцене 246 раз.
В 1816 году король Людовик XVIII назначил Софи де Бавр постоянную пенсию, что позволило ей перестать сочинять для театра и заняться другими жанрами. Она начала писать исторические романы и книги для детей, а также сочинения о музыке. Её книга «Soirées des jeunes personnes» (1852) была удостоена премии Французской Академии. В 1853 году писательница опубликовала книгу воспоминаний «Mes Souvenirs».
Софи де Бавр умерла в 1860 году в Париже.